# سیسووات سیریک ماتاک
سیسووات سیریک ماتاک (خمر: ស៊ីសុវត្ថិ សិរិមតះ؛ ۲۲ ژانویهٔ ۱۹۱۴ – ۲۱ آوریل ۱۹۷۵) یک سیاست‌مدار اهل کامبوج بود.